# Deparia shikkimensis
Deparia shikkimensis là một loài thực vật có mạch trong họ Woodsiaceae. Loài này được (Ching) Nakaike & S. Malik miêu tả khoa học đầu tiên năm 1992.